# 242.ª Divisão de Infantaria (Alemanha)
A 242ª Divisão de Infantaria (em alemão:242. Infanterie-Division) foi uma unidade militar que serviu no Exército alemão durante a Segunda Guerra Mundial.

## Comandantes
| Comandante                      | Data                                       |
| ------------------------------- | ------------------------------------------ |
| Generalleutnant Johannes Bäßler | 20 de julho de 1943 - 26 de agosto de 1944 |

## Oficiais de operações
| Oberstleutnant Blanke | 10 de maio de 1944-1944 |

## Área de operações
| Alemanha | julho de 1943 - agosto de 1943   |
| Bélgica  | agosto de 1943 - outubro de 1943 |
| França   | outubro de 1943 - agosto de 1944 |